# Who You Are (canción de Jessie J)
«Who You Are» —en español: «Quién eres»— es una canción de la cantante y compositora británica de pop Jessie J. La canción fue compuesta por ella misma, Toby Gad y Shelly Peiken, mientras que su producción musical estuvo a cargo de Gad. Se lanzó como el penúltimo sencillo de Who You Are el 11 de noviembre de 2011 mediante un EP publicado en iTunes. La canción alcanzó el octavo puesto en la lista UK Singles Chart y se le otorgó un disco de plata por vender más de 200 000 copias en el país. Mike Diver de BBC la comparó con «Hometown Glory» de Adele.

## Antecedentes y composición
«Who You Are» es una canción de géneros neo soul y pop compuesta por Jessie, Toby Gad y Shelly Peiken, mientras que su producción quedó a cargo de Gad. En una entrevista con The Independent, afirmó que «Who You Are» es una de las canciones que más la hace sentirse orgullosa de sí misma. También dijo que en una ocasión recibió un mensaje de una chica diciéndole: «Yo no le veía objetivo a mi vida, así que ya estaba lista para darme por vencida y acabar con ella hasta que escuche "Who You Are"», la cantante se dijo a sí misma: «Esa expresión fue hermosa, pero da miedo al mismo tiempo». Luego, en una entrevista con el diario The Sun, dijo que: «"Who You Are" salvó mi vida musical. Un día antes de escribir la canción estaba lista para renunciar a la música. Es increíble como tres minutos y medio de la letra y la melodía pueden cambiar tú vida y estoy muy feliz de que no solo salvó mi vida sino que también salva a otras personas». De acuerdo con la partitura publicada por Sony/ATV Music Publishing en el sitio Musicnotes.com, la canción tiene un tempo vivace de 130 pulsaciones por minuto y está compuesta en la tonalidad de fa menor. El registro vocal de Jessie se extiende desde la nota fa♯3 hasta la mi♯5.

## Vídeo musical
El vídeo musical de la canción fue dirigido por el británico Emil Nava y lanzado 29 de septiembre de 2011 en la cuenta de VEVO oficial de la cantante. Toda la trama del videoclip transcurre en una habitación pequeña que solo cuenta con una cama y algunas lámparas, también se puede ver un pequeño baño. En todo el vídeo, la cantante solo usa un sostén, una pequeña blusa semitransparente y un collar dorado. Casi al terminar, comienza a llover dentro de la habitación, por esto, las lámparas empiezan a hacer corto circuito y a explotar una por una, hasta que toda la habitación queda a oscuras.

## Versiones y remezclas
- Descarga digital

| Who You Are (Remixes) — EP |                                          |          |  |
| N.º                        | Título                                   | Duración |  |
| 1.                         | «Who You Are»                            | 3:50     |  |
| 2.                         | «Who You Are» (Exemen Remix)             | 5:07     |  |
| 3.                         | «Who You Are» (Seamus Haji Remix)        | 3:46     |  |
| 4.                         | «Who You Are» (Versión acústica en vivo) | 5:19     |  |

## Posicionamiento en listas

### Semanales
| Australia   | ARIA Singles Chart     | 86 |
| Canadá      | Canadian Hot 100       | 85 |
| Escocia     | Scottish Singles Chart | 8  |
| Irlanda     | Irish Singles Chart    | 33 |
| Reino Unido | UK Singles Chart       | 8  |
| Suecia      | Swedish Singles Chart  | 37 |

### Certificaciones
| País        | Organismo certificador | Certificación | Unidades certificadas | Ref.   |
| ----------- | ---------------------- | ------------- | --------------------- | ------ |
| Reino Unido | BPI                    | Oro           | 400 000               | [ 4 ]  |
| Suecia      | IFPI — Suecia          | Oro           | 30 000                | [ 17 ] |